# Курт (коммуна)
Курт (фр. Courtes) — коммуна во Франции, находится в регионе Рона — Альпы. Департамент — Эн. Входит в состав кантона Сен-Тривье-де-Курт. Округ коммуны — Бурк-ан-Брес.
Код INSEE коммуны — 01128.

## География
Коммуна расположена приблизительно в 340 км к юго-востоку от Парижа, в 85 км севернее Лиона, в 30 км к северу от Бурк-ан-Бреса.

## Климат
Климат полуконтинентальный с холодной зимой и тёплым летом. Дожди бывают нечасто, в основном летом.

## Население
Население коммуны на 2010 год составляло 266 человек.
| 1962 | 1968 | 1975 | 1982 | 1990 | 1999 | 2010 |
| ---- | ---- | ---- | ---- | ---- | ---- | ---- |
| 287  | 254  | 215  | 199  | 194  | 218  | 266  |

## Администрация
| Период | Период | Фамилия         | Партия | Примечания |
| ------ | ------ | --------------- | ------ | ---------- |
| 1995   | 2014   | Морис Жаке      |        |            |
| 2014   | 2020   | Тьерри Паллегуа |        |            |

## Экономика
В 2010 году среди 161 человека трудоспособного возраста (15-64 лет) 124 были экономически активными, 37 — неактивными (показатель активности — 77,0 %, в 1999 году было 69,6 %). Из 124 активных жителей работали 117 человек (66 мужчин и 51 женщина), безработных было 7 (1 мужчина и 6 женщин). Среди 37 неактивных 14 человек были учениками или студентами, 15 — пенсионерами, 8 были неактивными по другим причинам.

## Достопримечательности
- Ферма Форе (XVII век), с 1971 года — музей. Исторический памятник с 1930 года[4]

## Фотогалерея

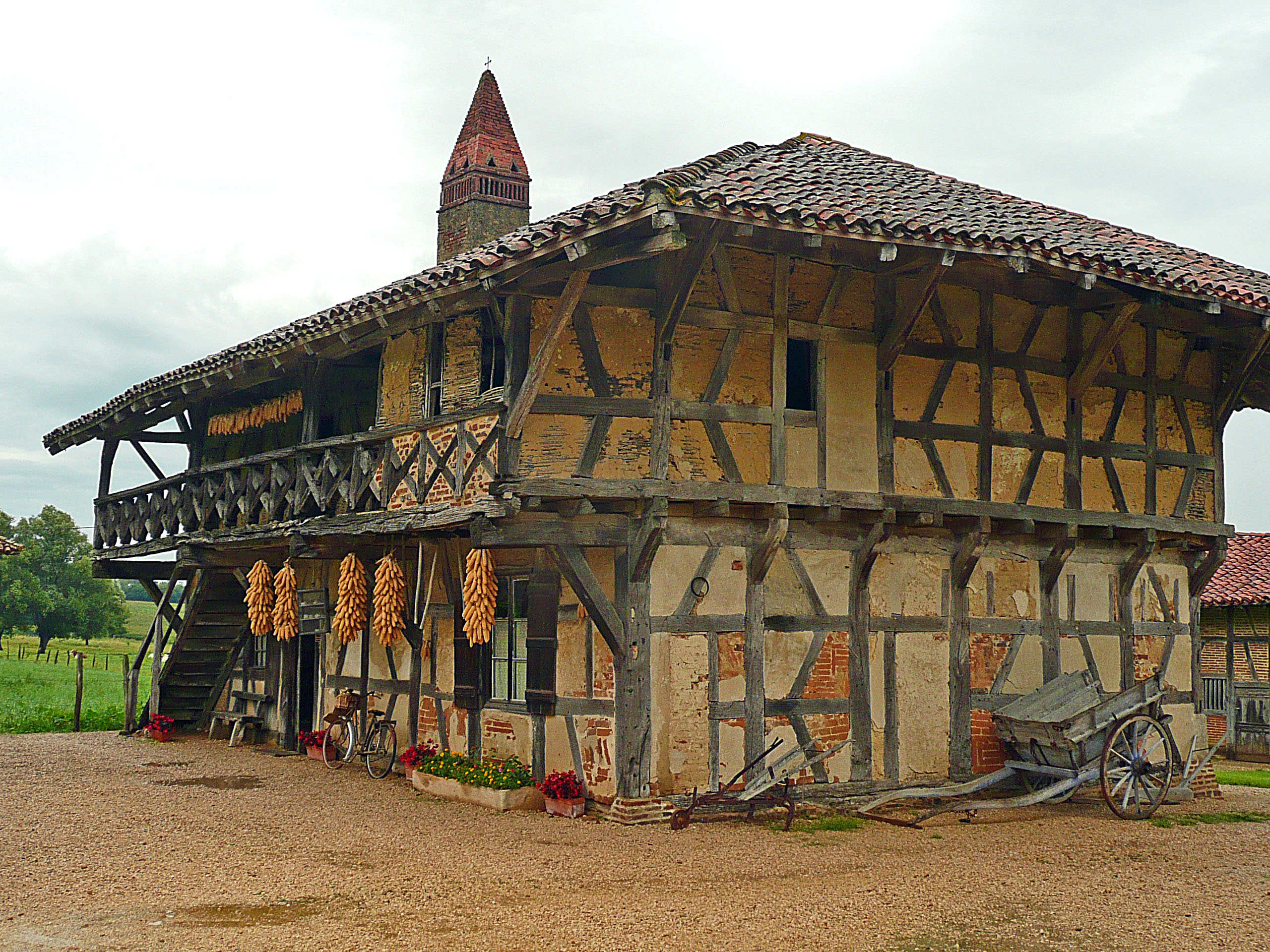
Ферма Форе
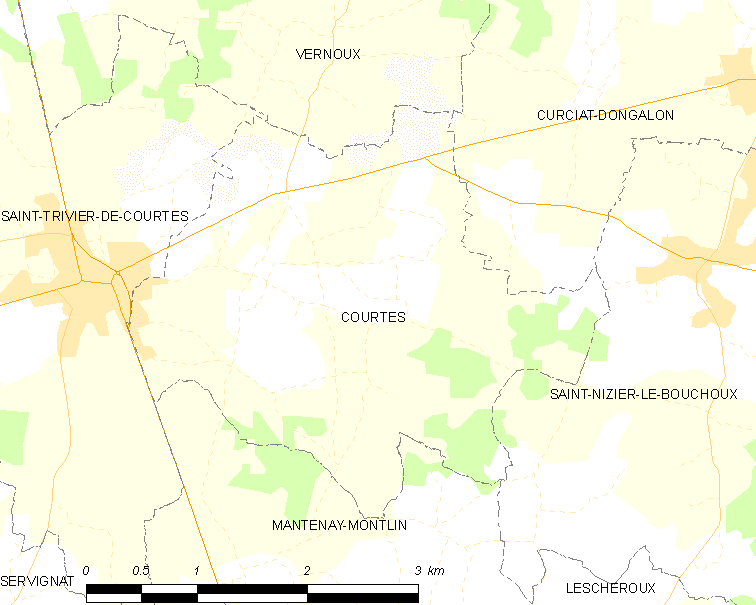
Карта коммуны